# Грб Белизеа
Грб Белизеа је званични хералдички симбол северноамеричке државе Белизе. Грб је усвојен по стицању независности, и само се мало разликује од грба који је коришћен у време када је Белизе био британска колонија.

## Опис грба
Кружну границу грба чини 25 листова. У овом кругу налази се дрво махагонија, испред кога је штит. На штиту се на горњим четрвтинама налазе оруђа дрвосеча, а брод у доњим. Ово су симболи значаја дрвета махагонија и његове употребе у бродоградњи.
Држачи штита су две дрвосече различите расе. Дрвосеча на левој страни држи секиру, а онај да десној весло, што опет приказује значај махагонија и бродоградње. На дну је приказан национални мото.
Грб чини највећи део заставе Белизеа.